# Мельріхштадт
Мельріхштадт (нім. Mellrichstadt) — місто в Німеччині, розміщене в землі Баварія. Підпорядковується адміністративному округу Нижня Франконія. Входить до складу району Рен-Грабфельд. Центр об'єднання громад Мельріхштадт.
Площа — 55,78 км2. Населення становить 5504 ос. (станом на 31 грудня 2020).

## Галерея

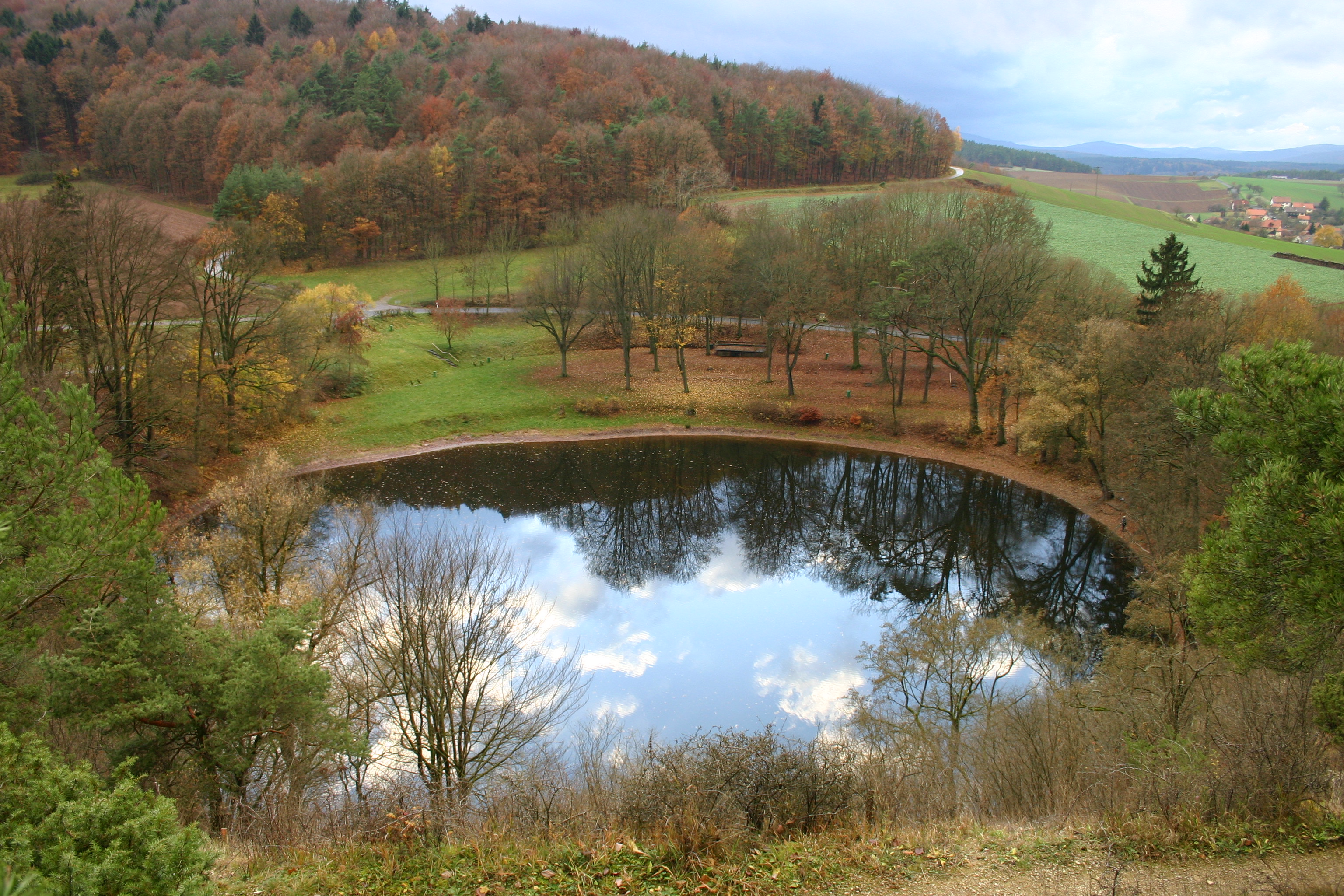